# Емина
Емина је пјесма српског пјесника Алексе Шантића која је постала популарна севдалинка, коју су обрадили многи угледни пјевачи из Босне и Херцеговине и других дијелова бивше Југославије. Први пут је објављена у српском књижевном часопису Коло. Пјесма је посвијећена Шантићевој сусјеткињи, муслиманки Емини Сефић. То је једна од најпознатијих севдалинки свих времена.

## Главни ликови
Емина Сефић (касније Колудер; 1884—1967) рођена је у муслиманској породици у Мостару. Њен отац био је угледни имам, а породица је живјела у близини Старог моста; били су сусједи пјесника Алексе Шантића. Њена унука Алма Феровић је сопран и наступала је са Елтоном Џоном и А. Р. Рахманом.

## Статуа
Бронзана статуа Емине је откривена у Мостару 27. маја 2010. године. Откривена је на Шантићев 142. рођендан, ма да јавности није познато да ли је то урађено намјерно или случајно. Еминину статуу израдио је Златко Диздаревић у раздобљу од три мјесеца и није заснована на њеним фотографијама, већ на умјетничкој визији. Статуа је израђена са одјећом коју су носиле муслиманке на прелазу из 19. у 20. вијек.

## Првобитни текст
Синоћ, кад се вратих из топла амама,

Прођох покрај баште Абдула имама;

Кад у башти, тамо, гдје мирише игда,

Гдје 'но булбул-пјесма не престаје нигда,

Гдје шедрван прска у хладу јасмина,

С кондиром у руци стoјаше Емина.

Јâ, каква је пуста! Тако ми ама́на,

Стид је не би било да је код Султана!

Та, кад би Султан за Емину знао,

Би, валахи, за њу сто робиња дао!

Та љепша је, болан, од свих Шамских булâ,

А бјеља је, бе́̀ли, од бијелих ђула!

Па још када шеће и плећима креће....

— Ни хоџин ми запис више помоћ’ неће!...

Ја јој назвах селам, aл’, мога ми дина,

Нешће ни да чује лијепа Емина,

Но у златан кондир ухитила воде

Па по башти шебој заљевати оде;

Горњак вјетар духну, па низ плећи пусте

Расплете јој оне плетенице густе,

Замириса коса, замириса башта,

А ја се од дерта с дуњалуком прашта', —

Мало не посрнух, тако ми мог дина,

Ал' мени не дође лијепа Емина.

Само ме је једном погледала мрко,

Нити хаје, алчак, што за њоме црко’!...

## Верзија текста
Синоћ кад се враћах из топла хамама,

прођох покрај башче старога имама.

Кад тамо у башчи, у хладу јасмина

с ибриком у руци стајаше Емина.

Ја каква је пуста! Тако ми имана,

стид је не би било да је код султана.

Па још када шеће и плећима креће,

ни хоџин ми запис више помоћ’ неће!

Ја јој назвах селам. Ал’ мога ми дина,

не шће ни да чује лијепа Емина,

већ у сребрн ибрик захватила воде,

па низ башчу ђуле заљевати оде.

С грана вјетар пухну, па низ плећи пусте

расплете јој њене плетенице густе.

Замириса коса, к’о зумбули плави,

а мени се крену бурурет у глави!

Мало не посрнух, мојега ми дина,

ал' мени не дође лијепа Емина.

Само ме је једном погледала мрко,

нити хаје, алчак, што за њоме црко’!

### Нови стихови у интерпретацији Химзе Половине
Пјесму су обрадили многи извођачи, али верзија Химзе Половине остала је најпопуларнија. Када је чуо за Еминину смрт, Половина је отишао у дом пјесникиње Севде Катице у мостарској четврти Доња Махала. Севду је нашао у дворишту породичне куће, обавијестио о Емининој смрти, а она је видно узнемирена изрекла стихове:
Умро стари пјесник, умрла Емина

остала је пуста башћа од јасмина

саломљен је ибрик

увело је цвијеће

пјесма о Емини, никад умријет неће
Химзо Половона је снимио пјесму и додао Севдине нове стихове.

## Насљеђе
Било је приједлога се ријечи Емине додају химни Босне и Херцеговине која је без текста, због повезаности са сва три конститутивна народа.